# Ölbő
Ölbő è un comune dell'Ungheria di 761 abitanti (dati 2001). È situato nella contea di Vas.